# Karin Bodin
Karin Bodin, född Jonsson den 13 november 1974, är en svensk journalist och företagsledare.

## Biografi
Bodin växte upp i Älvsbyn och är syster till Anna Borgeryd (1969–2019) och dotter till Margareta och Kjell Jonsson, bägge under många år huvudägare och aktiva inom familjeföretaget Polarbröd. Bodin och hennes syster Anna växte upp med företaget och blev delägare redan som tonåringar.
Bodin utbildade sig till journalist i Sundsvall 1993 och började sedan producera information om Polarbröd och gjorde företagets första hemsida. År 2006 tog Bodin och systern Anna Borgeryd över som huvudägare efter sina föräldrar, där Karin Bodin tillträdde  som vd och Anna Borgeryd som koncernstrateg. Systrarna har lett företaget med en hållbarhetsplan med uttalad målsättning att sträva mot ekologisk hållbarhet med fossilfria transporter, emballage av återvunna eller förnybara råvaror, samt enbart hållbara råvaror i produktionen.
Karin Bodin var värd för Sommar i P1 den 28 juni 2021.

## Utmärkelser
- 2014 – Utmärkelsen Hållbart Ledarskap av Nätverket för Hållbart Näringsliv.[3][4]
- 2020 – Årets ledare i Norrbotten, utsedd av Norrbottens Affärer.[5]
- 2025 –   Riddare av första klass av Vasaorden (RVO1kl), 30 april 2025.[6]